# Nokia N78
Le Nokia N78 est un téléphone mobile de Nokia. Il est 3G. Il fut dévoilé au Mobile World Congress en février 2008 et lancé le 26 mai 2008 pour 350 €. Il est compatible N-Gage 2.0.

## Mises à jour
- Firmware version 20.149 (8 décembre 2008).
- Firmware version 21.002 (18 février 2009) 214 ko par le réseau : meilleures performances.
- Firmware version 30.011 par le Nokia Software Updater (8 mai 2009).

## Caractéristiques
- Système d'exploitation Symbian OS v9.3, S60 3rd Edition, Feature Pack 2
- ProcesseurFreescale 369 MHz
- GSM/EDGE/3G/3G+
- 113 × 49 × 15,1 mm pour 101,8 g
- Écran de 2.4 pouces de définition 240 × 320 pixels
- Batterie de 1200
- Appareil photo numérique de 3,2 MégaPixels
- Flash DEL
- Wi-Fi b,g
- Bluetooth
- Vibreur
- Radio FM
- DAS : 1,23 W/kg.
- GPS